# Lepidosperma aphyllum
Lepidosperma aphyllum är en halvgräsart som beskrevs av Robert Brown. Lepidosperma aphyllum ingår i släktet Lepidosperma och familjen halvgräs. Inga underarter finns listade i Catalogue of Life.